# Сторож Олег Георгійович
Оле́г Гео́ргійович Сто́рож (нар. 16 вересня 1949, Кременець — 7 листопада 2021, Львів) — український математик, науковець, доктор фізико-математичних наук. Професор кафедри математичного і функціонального аналізу в ЛНУ ім. Франка.

## Біографія
Народився 16 вересня в 1949 році, у місті Кременець.
З 1955 року живе у Львові.[джерело не вказане 1392 дні]
У 1966 році закінчив середню школу № 34 ім. Шашкевича в м. Львів[джерело не вказане 1392 дні].
У 1966 році[джерело не вказане 1392 дні] вступив на механіко-математичний факультет Львівського національного університету імени Івана Франка, закінчив у 1971-му.
У 1971 році вступив в аспірантуру, де навчався до 1974[джерело не вказане 1392 дні] року.
З 1974 по 1987 рік був науковим співробітником Інституту прикладних проблем механіки і математики НАН України (тоді АН УРСР).
У 1975 році став кандидатом математичних наук.
З 1987 року працював доцентом (1987–1997), а згодом — професором кафедри математичного і функціонального аналізу.
У 1996 році став доктором фізико-математичних наук.
У 2001 році отримав звання професора.

## Наукова діяльність
Працює у галузі функціонального аналізу. Працює над деякими ідеями т. зв. Шкоцької школи.

## Сім'я
Одружений з Надією Сторож, має двох дітей — Юрія і Оксану[джерело не вказане 1392 дні].

## Наукові праці
Олег є автором багатьох наукових праць на математичну тематику, деякі з них:
- Сторож О. Г.  Самоспряжені оператори, споріднені диференціальним // Доп. АН УРСР, сер. А.—1974. — N 2. — C. 134—137.
- Сторож О. Г.  Разложение по собственным функциям конечномерных возмущений дифференциальных операторов. — Автореферат дисс. канд. физ.-мат. наук — Львов, 1974. — 22 с.
- Лянце В. Е., Сторож О. Г.  Умови взаємної спряженості деяких замкнутих операторів в термінах абстрактних крайових операторів // Доп. АН УРСР, сер. А..—1980. — N6. — C. 29 — 32.
- Лянце В. Э., Сторож О. Г.  Операторы, удовлетворяющие условию гладкости // Укр. мат. журнал — 1982. — 34, N 4. — С. 451—455.
- Лянце В. Э., Сторож О. Г.  Методы теории неограниченных операторов.  — К.: Наук. думка, 1983. — 210 с.
- Сторож О. Г. О расширениях симметрических операторов с неравными дефектными числами // Мат. заметки. — 1984. — 36, N 5. — С. 791—796.
- Сторож О. Г.  Опис деяких класів розширень невід'ємного оператора // Доп. АН УРСР, сер. А..—1987. — N 10. — C. 14 — 16.
- Сторож О. Г.  Условия максимальной диссипативности дифференциально-граничных операторов в пространстве вектор-функций // Дифференц. уравнения — 1988. — 24, N 2. — С. 359—361.
- Сторож О. Г.  Экстремальные расширения неотрицательного оператора и аккретивные граничные задачи // Укр. мат. журнал — 1990. — 42, N 6. — С. 858—860..
- Мильо О. Я., Сторож О. Г.  Про загальний вигляд максимально акретивного розширення додатно визначеного оператора // Доп. АН УРСР.—1991. — N 6. — C. 19 — 22.
- Сторож О. Г., Шувар О. Б.  Замкненість, щільна визначеність та у мови самоспряженості диференціально- граничних операторів у просторі вектор-функцій // Доп. АН України. — 1993. — N 8. — С. 20 — 24.
- Сторож О. Г.  Диференціально-граничний оператор другого порядку в просторі вектор-функцій, асоційований з квадратичною формою // Мат. студії. Праці Львів. мат. т-ва. — 1993. — вип. 2. — С. 59 — 63.
- Сторож О. Г., Шувар О. Б.  Про один клас майже обмежених збурень гладких звужень замкненого оператора // Укр. мат. журнал — 2002. — 54, N 10. — С. 1396—1402.
- Сторож О. Г., Шувар О. Б.  Умови максимальної дисипативності майже обмежених збурень гладких звужень операторів, спряжених з симетричними // Укр. мат. журнал — 2004. — 56, N 7. — С. 966 −976.
- Pipa H. M., Storozh O. G. On some perturbations changing the domain of proper extension of positively definite operator // Meth. of Funct. Analysis and Topology. — 2005. — 11, N 3. — P. 257—269.
- Піпа Г. М., Сторож О. Г.  Акретивні збурення власних розширень додатно визначеного оператора // Мат. студії. −2006.- 25, N 2. — С. 183—190.
- Заболоцький М. В., Сторож О. Г., Тарасюк С. І.  Математичний аналіз. — Львів: ЛНУ, 2007. — 416 (Перевидання: Заболоцький М. В., Сторож О. Г., Тарасюк С. І.  Математичний аналіз: Підручник. — К.: Знання, 2008. — 421 с.)
- Сторож О. Г.  Задачі з теорії міри та функціонального аналізу. — Львів, ЛНУ, 2009. — 152 с.
- Storozh O. H. Resolvent comparability of the maximal extensions of symmetric operator having arbitrary deficiency index // Journal of Math. Sciences — 2010—170, N 5. — P. 579—587.
- Качурівська Г. М., Сторож О. Г.  Умови додатної визначеності збурення абстрактного аналога оператора третьої крайової задачі та відповідні варіаційні задачі // Доп. НАН України. — 2012. — N 1. — C. 11 — 17.